# فلایت وست ایرلاینز
فلایت وست ایرلاینز (به انگلیسی: Flight West Airlines) یک شرکت هواپیمایی با کد یاتا YC است که در تاریخ ۱ مه ۱۹۸۷ میلادی تأسیس شده است. دفتر مرکزی فلایت وست ایرلاینز در بریزبن، کوئینزلند، استرالیا واقع شده‌است و به ۳۴ مقصد، پرواز مستقیم انجام می‌دهد.